# Saint-Charles, Ontario
Saint-Charles (skrivsätten St.-Charles och St. Charles förekommer också, särskilt på engelska) är en kommun och ort i provinsen Ontario i östra Kanada. Den ligger 400 km väster om huvudstaden Ottawa.
Kommunen hade 1 357 invånare vid folkräkningen 2021, med 56 % engelsktalande och 44 % fransktalande (modersmålstalare).